# Patrick Doyle
Patrick Doyle (* 6. dubna 1953, Uddingston) je skotský skladatel filmové hudby. V minulosti byl nominován na ocenění Americké filmové akademie Oscar. Známá je především jeho spolupráce s Kennethem Branaghem a shakespearovskou komunitou, nicméně jeho hlavní činností je právě filmová hudba, mezi níž patří hudba k filmům jako například Harry Potter a Ohnivý pohár, Eragon, Poslední legie či Deník Bridget Jonesové.